# Maxime d'Alexandrie
Maxime d'Alexandrie est le 15e patriarche d'Alexandrie. Il est commémoré dans le Synaxaire copte le 14e jour de Baramudah (22 avril), et le 9 avril pour le Martyrologe romain.

## Source
- (en) Cet article est partiellement ou en totalité issu de l’article de Wikipédia en anglais intitulé « Pope Maximus of Alexandria » (voir la liste des auteurs).